# Спидбол (Marvel Comics)
Спидбол (англ. Speedball), настоящее имя Роберт «Робби» Болдуин (англ. Robert "Robbie" Baldwin) — супергерой, появляющийся в комиксах издательства Marvel Comics.
Созданный художником Стивом Дитко и писателем Томом Дефалко, персонаж впервые появился в ''The Amazing Spider-Man Annual #22 (январь 1988), первоначально известном как Спидбол, а также в Civil War: Front Line # 10 (январь 2007) как Мученик.
Характер происхождения и ранних подвигов как Спидбола были изображены вскоре в сольной серии комиксов. После того, как эта серия была отменена и он появился в составе команды супергероев «Новые Воины» в ежемесячном названии того же названия. В комиксе Civil War персонаж меняет свое имя и внешность на Мученика. После этого изменения, он является членом Громовержцев. С первого номера Avengers Academy он вернулся к старому псевдониму Спидболу и к модифицированной версии своего первого костюма.

## История публикации
Созданный художником Стивом Дитко и писателем Томом Дефалко, персонаж впервые появился в The Amazing Spider-Man Annual # 22 (январь 1988) и первоначально был известен как Спидбол, (первоначально в качестве кандидата как отпечаток на отдельной Новой Вселенной Marvel).
Marvel Comics опубликовал десять выпусков ежемесячной серии комиксов Speedball с 1988 по 1989 год. Эта серия была в основном подготовлена и нарисована Стивом Дитко, который также поставлял обложки. Это было написано Роджером Стерном и подписано несколькими разными художниками.
После отмены серии персонаж появился в основной серии в New Warriors и связанных с ним комиксах, написанных в основном Фабианом Никисой. Спидбол оставался самым последовательным персонажем во втором и третьем томах «New Warriors». Фабиан Никиеза во время своего выступления на New Warriors сказал:

Я надеюсь, что все поняли, что я люблю Спидбола. Он один из немногих людей из спандекса, которые действительно наслаждаются тем, что он делает. Через Спидбола я получаю четкие комментарии и ссылки на то, что происходит вокруг него, что очень интересно, используя его дерзость и его высокомерие, но одновременно играя на его неуверенности. Я горжусь тем, что мне удалось заставить героя испугать так много людей от новых воинов, достаточно популярных, чтобы получить свою собственную мини-серию. Спидбол — это сейчас большая часть книги и это то, чем я, Марк Бэгли (художник), Дэнни Фингероз (редактор), Дарик Робертсон (художник) и Ларри Махлстедт (художник) все действительно гордимся. Трудно изменить общественное мнение, но я думаю, что мы дали ему хороший шанс.
Оригинальный текст (англ.)I hope everyone has realized that I love Speedball. He's one of the few spandex folks out there that really enjoys what he's doing. Through Speedball, I get to make pointed comments and references to what's going on around him, which is great fun, using his cockiness and his arrogance, but playing on his insecurity at the same time. I'm proud of the fact that I've managed to make the character that scared so many people away from New Warriors popular enough to get his own mini-series.Speedball's a major part of the book now, and that's something that I, (penciler) Mark Bagley, (editor) Danny Fingeroth, (penciler) Darick Robertson, and (inker) Larry Mahlstedt are all really proud of. It's hard to change public opinion, but I think we've given it a good shot.(emphasis in original)

Болдуин стал отличительным персонажем в Civil War: Front line Пола Дженкинса после того как выяснилось, что он был единственным из Новых Воинов, кто пережил катастрофу в Стэмфорде. Характер Болдуина претерпел кардинальные изменения в этой серии, в которой его способности меняются и он берет имя Мученик и присоединяется к Громовержцам. Он также представлен в своей ограниченной серии Penance: Relentless, также написанную Дженкинсоном, в которой анализируется предыстория этих изменений. В серии комиксов Thunderbolts Майк Диодато основал появление Болдуина на актере Эдварде Нортоне.
Болдуин появился в качестве вспомогательного персонажа в Avengers Academy из первого (август 2010) по 20 номер выпуска (декабрь 2011) в воплощении Спидбола.
После вербовки Сэма Александра в Nova Vol. 5 # 7-9, Спидбол стал частью воплощения Новых Воинов в 2014 году.

## Биография
Робби Болдуин — пресвитерианец, родившийся в Спрингдейле, штат Коннектикут от матери, которая снялась в мыльной опере с Мэри Джейн Уотсон. Будучи учеником средней школы, он становится опытным авантюристом и преступником после аварии в Исследовательской лаборатории Хаммонда, где он работает неполный рабочий день в качестве лабораторного работника. Когда ученые из Хаммонда пытаются подключиться к таинственному источнику энергии в другом измерении, энергия бомбардирует Болдуина. Болдуин переживает этот опыт, но оказывается окружен энергетическими пузырями и одет в странный костюм.
Через несколько минут во время битвы с некоторыми ворами, которые хотят совершить налет на лабораторию, Болдуин обнаруживает, что его тело теперь генерирует поле кинетической энергии, которое защищает его от удара и делает его подпрыгивающей динамо-кинетической энергией. Назвав себя Спидболом, Болдуин становится борцом с преступностью в своем родном городе Спрингдейл, штат Коннектикут. Отец Болдуина Джастин, успешный окружной прокурор и его мать Мэдлин, бывшая учительница с мыльной оперной звездой, имеют проблемы с браком, в то время как Болдуин тайно ведет свою двойную жизнь. Эта ситуация приводит к внутреннему стрессу, который обостряется с течением времени, частично из-за конфликта между Робби и его отцом, который, как ожидается, окружной прокурор отстаивает постановление Спрингдейла против костюмированных супергероев и имеет крайние предрассудки в отношении этих «Вигилантов».
Источник энергии также воздействует на Нильса, кот, принадлежащий одному из ученых, давая ему те же самые полномочия. Спидбол предпринимает ряд попыток поймать кота, надеясь, что исследование Нильса даст ему лучший контроль над его способностями. Позже он узнал, что злодейский ученый Клайд тоже после кошки, надеясь получить силы, подобные Спидболу, и предположительно создал для этой цели большинство суперзлодеев в Спрингдейле. Спидбол позже примет кота, который именуется как Хаирбол, в конечном итоге будет иметь свои собственные супер приключения со Зверями Мстителями.
В то время как все еще неопытный борец с преступностью, Спидбол встречает Человека-паука и Сорвиголову во время дневной войны между приспешниками Кингпина и приспешниками Высшего Эволюционера.

### Новые Воины
Во время покупок в Нью-Йорке вместе со своей матерью Робби Болдуин присоединяется к битве между Терраксом и рядом супергероев. Герои становятся основателями Новых Воинов и Болдуин соглашается присоединиться к команде. Переезд из Коннектикута в штаб-квартиру команды в Нью-Йорке затруднен и Болдуин часто опаздывает на официальные встречи Ночного Громилы. С Новыми Воинами он сражается с Псиониксом. В конце концов он обнаруживает свою двойную идентичность с Новыми Воинами и когда вскоре Спидбол и Новые Воины сражаются с командой суперзлодеев Силой Природы, его мать также узнает о своей личности супергероя. Его отец узнает правду спустя некоторое время.
После того, как мать Болдуина обнаруживает свою тайну, брак его родителей заканчивается, и Болдуин постоянно переезжает в Нью-Йорк. Болдуин находит дружбу со всеми своими товарищами по новым воинам, но его самые близкие дружеские отношения с Новой и Яростью. После того, как Болдуин перенесен в измерение, от которого его сила вытекает, Даррион Гробе присоединяется к Новым Воинам как Спидбол, хотя другие члены считают его Болдуином. Болдуин возвращается из кинетического измерения и начинает короткую связь с Таймслип.

### Гражданская война
В начале сюжета «Гражданская война» Новые Воины пытаются задержать группу суперзлодеев в Стэмфорде, штат Коннектикут, в их телевизионном реалити-шоу. Нитро, один из преступников, создает чудовищный взрыв, который убивает 612 мирных жителей, включая 60 детей, а также Новых Воинов, за исключением Робби Болдуина. Это событие вызывает толчок к регистрации супергероя в центре «гражданской войны». Болдуин считается мертвым после инцидента, но он найден живым после того, как взрыв выбросил его на 800 км; Его кинетическое поле удерживало его в живых, но в итоге «сгорело».
После пробуждения от комы, Болдуина арестовал Щ.И.Т. И поместил в федеральную тюрьму. Кроме того, его собственная мать отрекается от него. После того, как он обнаруживает, что его полномочия все еще функционируют, Болдуин отправляется в новое исправительное учреждение под названием «Негативная зона тюрьмы Альфа». Рид Ричардс, создатель объекта, предлагает Болдуину возможность выступить перед Конгрессом; Однако, на нескольких шагах до Капитолия, Болдуин был застрелен нападавшим и увезен в машине скорой помощи. Болдуин восстанавливается после ранения (хотя фрагменты пули остаются неработоспособными у его спины), и Ричардс определяет, что силы Болдуина развиваются. Болдуин препятствует побегу из тюрьмы и говорит, что он выполнит Закон о регистрации сверхлюдей.
Преодолевая вину и жестоко изнемогая от его лечения, Болдуин приказывает новый доспех с 612 внутренними шипами (число жертв Нитро из Стэмфорда), чтобы активировать способности. Затем Болдуин повторно называет себя «Мучеником» и присоединяется к Громовержцам.
Реформация Мученика персонажа сатиризована в Deadpool/Great Lakes Summer Spectacular, где Девушка-белка (которая влюблена в Спидбола и где показан её первый поцелуй) противостоит Робби, узнав о его превращении его в Мученика. Робби рассказывает Девушке-белке, что он стал Мучеником не из-за вины, а чтобы стать «глубоким» и избежать своего комедийного характера. Кроме того, он показывает, что он создал подобный костюм для своего любимого кота Нильса (которого он переименовал в «Кота П, Кота Мученика»), ударившись головой о стену.

### Громовержцы
После событий «Гражданской войны» Робби Болдуин присоединился к новой команде Громовержцев Нормана Озборна, спонсируемой правительством, которая в основном состоит из суперзлодеев, которых вынуждают реформировать. В одной из первых миссий новой команды Осборн посылает Буллзее и Мученик, чтобы иметь дело с бдительной по имени Америкоп. Буллзее заставляет Болдуина использовать свои способности, чтобы покалечить бдительность. Узнав, что Осборн отдал приказ Буллзее сделать это, Болдуин уничтожает дорогое, единственное в своем роде устройство подслушивания Осборна, напоминая своему боссу, что, в отличие от многих Громовержцев под руководством Осборна, у него нет отказоустойчивых нанитов в том, что принуждает его соблюдать.
Во время миссии команды, чтобы захватить Алого Паука, Мученик переносит умственный срыв и ударяет головой в кирпичную стену, замечая, что он «недостаточно хорош». Послушание, полученное от товарища по команде Радиоактивного человека, Мученик, в конце концов возвращается к горе Громовержцев, где он жестоко избивает одного из заключенных после издевки над Болдуином за его роль в трагедии в Стэмфорде. Осборн близок к убийству Болдуина, но полевой лидер команды Лунный камень убеждает, что Болдуин можно манипулировать и использовать в качестве наставника на уровне Халка для схем Озборна.
Однако, из-за возрастающих признаков нестабильности Болдуина, Док Самсон прибыл в штаб-квартиру Громовержцев, чтобы оказать ему дополнительную психиатрическую помощь, предпочтя план Лунного камня быть терапевтом Болдуина и использовать его хрупкое психическое состояние в своих целях. Самсон помогает Пенансу сосредоточить свои силы на своем первоначальном состоянии, которое он использует, чтобы победить Лунный камень в бою, когда (под воздействием группы отступнических телепатов) Лунный камень пытается убить Самсона.
«Громовержцы» сражаются с Болдуином, бывшим новым товарищем по команде «Новых Воинов» и лучшим другом Новой, после недавнего возвращения на Землю. После боя Болдуин противостоит Нове у себя дома и призывает зарегистрироваться в Инициативе. Наблюдение Болдуина в этом состоянии заставляет Нову вернуться в космос.
В конечном счете, Болдуин отправляется в дезертирство из Громовержцев и ведет их в серии диких гусей, так как Болдуин с помощью Росомахи направляется в Латверию, чтобы вернуть Нитро и предстать перед судом за этот акт массового убийства. Во время этого приключения Болдуин похищает в нездоровом состоянии Мендель Штромма, бывшего сотрудника Нормана и его соперника, после кражи информации, полученной Озборном на Штромма незаконно через позицию Озборна с Громовержцами. Он противостоит Доктору Думу как часть его поисков. Дум в конце концов уступает бой и отказывается от Нитро, осознав, что победа над Болдуином заставит использовать секретные атомные электростанции Латверии, потенциально открывая их существование для внешнего мира. После секретного пожертвования состояния Стромма на благотворительность, для восстановления Стэмфорда, Болдуин создаёт новый костюм Мученика (с таким же внешним видом, хотя и меньшим количеством шипов, чем предыдущий), построенный после блокировки Нитро в предыдущем. Нитро заключен в тюрьму, но Робби остается в костюме и возвращается к Громоверцам.
Во время Тайного Вторжения, Громовержцы отправляются защищать Вашингтон от Скруллов. Вскоре после этого Локстон поставляет наркотики и заявляет, что в качестве психиатра ему придется постоянно находиться в ближайшей коррумпированной больнице с максимальной безопасностью.

### Инициатива Мстителей
Мученик, с промытыми мозгами и сильно поддающийся наркотикам, убежден Норманном Осборном присоединиться к его новой Инициативе в лагере М. О.Л. О.Т. и проводит сеансы психотерапии с терапевтом Траумой, который был заказан Осборном, чтобы сохранить Мученика в его умственном хрупком состоянии. Благодаря методу «домашней терапии» Травмы, Мученик бессознательно воссоединяется с его кошкой Нильсом. Когда Сопротивление Мстителей, состоящее из многих товарищей по команде Ветра, Мученик приезжает в лагерь М. О.Л. О.Т. стремясь освободить захваченного товарища по команде, Таскмастера, приказывающего Мученику атаковать их. Их бой прерывается Кошмаром, захватившим тело его сына Траумы. Кошмар завладел Мучеником, заставляя его уйти в душевные муки об инциденте Стэмфорда. Тигра оживляет его, используя свои силы сопереживания, чтобы помочь ему увидеть затруднительное положение Траума. Используя это знание, Мученик способен поговорить с Траумой и освободиться от контроля отца. Затем Мученик помогает Мстителям спастись от сил Осборна, разорвав газовую магистраль. Он отказывается от предложения Вэнса присоединиться к их команде, не желая, чтобы его старые друзья видели, как сильно он изменился.
Покаяние перемещается в Лагерь М. О.Л. О.Т. и помогает Мстителям Сопротивления сражаться с Худом и теми, кто с ним. Во время битвы он, наконец, раскрывает свою личность другим своим товарищам по команде из Новых Воинов.

### Героический возраст
Робби Болдуин возвращается к использованию удостоверения Спидбола в составе преподавательского состава Академии Мстителей.

### Страх сам по себе
Спидбол приглашает студентов Академии Мстителей на экскурсию в мемориал для людей, погибших во время инцидента в Стэмфорде. На них нападает группа под названием «Люди кобальта», названная в честь одного из злодеев, вовлеченных в инцидент в Стэмфорде. Не желая, чтобы они разрушили мемориал мертвых, Спидбол быстро побеждает их, используя свои усиленные способности Мученика. Позднее Спидбол признает, что он режет себя, чтобы сохранить энергию, которую использует в качестве Мученика, потому что эта сила более полезна в бою. Он признает, что не должен был держать это в тайне, и Хэнк Пим предлагает ему помочь найти лучший способ активировать эти способности. Позже он сталкивается с Кууртом, Неркоддом и группой ненависти, основанной Грехом, называемой Сестрами Греха. После этого он немного подбадривает и снова обретает чувство юмора. После возвращения в Академию Спидбол объявляет студентам и преподавателям, что он покидает факультет, но все же предлагает им помочь в любое время.
Пока Спидбол беседует с Судьей, случайный прицел преемника к их бывшему товарищу по команде Новых Воинов Нове приводит их к выводу, что настало время реформировать Новых Воинов. Они выслеживают нового Нову и в конечном счете убеждают его присоединиться к новой команде.

### Новые Воины: Новая команда
Вернувшись на дорогу снова, Спидбол и Судья оказались в городе Нью-Салем, штат Колорадо, где они встречаются с семьей Салема. Они сражаются, но быстро исправляют ситуацию после того, как ясно, что это было непонимание. В то время как Спидбол играет в видеоигры с Брутакуусом,Судья немного беседует с Вертиго, лидером Чудной семёрки о городе. Когда разговор отклоняется от намерения Юстиции и Скорбота реформировать новых воинов и тех трудностей, которые, вероятно, будут вызваны сохраняющейся плохими репутациями для их участия в событиях Гражданской войны, придут эволюционисты, стремящиеся сжечь город. Справедливость, Спидбол и Чудная семёрка отгоняют их. Их последующая миссия остановить эволюционеров приводит к их набору двух героев к делу, Хаячи и Солнышко.
Глядя на Нову, но, видя, что он не отвечает на свой телефон, Спидбол и остальные возвращаются в Семерку Салема и благодаря их помощи и волшебным жителям Нового Салема они обнаруживают мальчика. Как оказалось, Нова вместе с Колибри, Алым Пауком и Файра Сар Намора из Атлантиды были похищены и содержались в плену на горе Вундагор Эволюционистами и Высшим Эволюционером. Стремясь, они прибывают когда Эволюционисты собираются казнить Нову следуя попытке его и других заключенных. Попытка рассуждать с Высшим Эволюционистом терпит неудачу, поскольку это дает загадочный отказ, и Нова раскрывает свой план устранения «в основном всех». Возникает хаотическая борьба с заключенными, Солнышко, Хаячи и Новые Воины, которые формируют импровизированную команду, которая умеет побеждать маленькую армию эволюционистов через их разнообразные и очень разные способности. Вскоре после того, как Высший Эволюционер активирует свою машину, чтобы уничтожить сверхмощное население Земли, Спидбол и другие сбиты на колени в мучительной боли и почти умирают, но все они спасены Солнышкой, Измененный человек невосприимчив к машине и разрушает его. Когда противник убегает, но боится его возвращения, каждому приглашается присоединиться к Спидболу, Судье и Нове в качестве Новых Воинов, чтобы встретиться с Высоким Эволюционером, если он попытается повторить свою схему — приглашение, которое немедленно будет отклонено, за исключением Колибри (кто с нетерпением и радостью принимает) и Солнышка (кто делает это неявно).
В то время как Судья берет Алого-Паука и Фаира за задачу очистки горы враждебных приспособлений и роботов Высшего Эволюционера, Спидбол берет Солнышко, Колибри и Хаячи в соседний город — с оправданием того, что на него напали — обедать и воспользуйтесь возможностью узнать лучше своих новых товарищей по команде. Когда обсуждается тема всех способностей и Спидбол разъясняет свою способность «подпрыгивать», Колибри внезапно начинает спрашивать о других силах, если он все еще сокращает себя и их причины. Каким-то образом ее странные психические силы показывают ее мысленный образ самого Скотболла, одетого в костюм Мученика, а не его обычный вид — что он все еще изо всех сил пытается справиться со своей виной, сохраняя беззаботный фасад для всех остальных. Спидбол пытается объяснить себя, телепатически предупреждая Колибри зловещим тоном, не читать его мысли и никому не рассказывать об этом. Они решают вернуться на базу в гору Вундагор, где правосудие и другие столкнулись с парой новых мужчин, которые готовы помочь своей группе. Колибри развивает «непостижимую» раздачу на Спидболе.
Новые Люди — теперь переименованные самими собой как Джек Ваффлес и мистер Уискерс — помогают новым воинам отправиться в Нью-Йорк. Тем не менее, они делают это, используя передовую технологию базы для телепортации всей горы Вандагор, провоцируя массовую панику в городе, но не причиняя никаких жертв (так как гора «полуфазирована», поэтому большая ее часть физически не взаимодействует с водой или чем-то проходящим через нее). Тем не менее Мстители обращают внимание на это событие и отправляют Железного человека и Тора. Первый берет Спидбола и Судью в башню Мстителей, где они и Капитан Америка начинают обсуждать проблемы реформирования Новых Воинов и инцидент с горой. На мгновение, когда враждебность вспыхивает, Робби начинает осторожно обвинять свои силы в Мученике и использовать их против Мстителей. Но он тронут страстной защитой Юстиции имени команды Новые Воины, ее членов и их действий. Они расстаются со Мстителями в дружеских отношениях.
На следующий день, когда Хаячи и Солнышко насильно отправляются в Сингапур сторонниками превосходства Нелюдей во главе с Лашем, Спидбол и остальными Новыми Воинами, они спасаются, сражаясь по всем этажам здания небоскреба, заполненного невинными людьми, контролируемыми разумом. Когда они это делают, Робби спрашивает Алого-Паука, если Колибри скажет что-нибудь о нем и в шутку предлагает не верить тому, что она говорит, потому что «она действительно странная». Когда Алый-Паук постигает свое время и спрашивает, может ли Робби что-либо предпринять что-либо серьезно, Скоростной удар освобождает свои силы Откровения от оставшихся в сознании противников и мрачно провозглашает «Да, я могу». Они сражаются и побеждают приспешников Лаша, которые телепортируются.
Во время отвлекающей поездки группа отправляется в бар в Праге, Колибри настаивает на танцах с Робби. Она показывает, что она наслаждается собой, как возможно, так как она уверена, что скоро умрет, когда «Микльлан встанет» (встречное событие, которое знамения в ее мечтах предупреждали о ней несколько месяцев).
Позже Новые Воины нашли Высшего Эволюционера, чтобы он не продолжал следовать его плану. На борту своего корабля, они с великой координацией умело побеждают своих последних эволюционеров и ловят его. Именно тогда Вечные по-видимому обеспечивают Высшему Эволюционеру выполнить свою повестку дня и не позволить Целестиалам судить и уничтожить Землю. Когда ситуация ухудшается, Робби холодно оценивает каждого из своих товарищей по команде и видит, что они борются с проигранной битвой. Тем не менее, он изо всех сил бросает свои силы на Eternals и на мгновение умудряется вдохновлять других делать то же самое и одерживать верх. Колибри затем использует свою телепатию, чтобы обнаружить, что вождь Вечных, Зурасов лежал, и Небесные не шли. Это, казалось бы, напрасно, так как Новые Воины побеждены и используются для питания машины, в то время как Зурасу удается заставить их замолчать или отклонить любое подозрение его персоны от своих сверстников.
Тем не менее, Судья, который был рассмотрен отдельно от остальной части команды, вернулся в бой и освободил своих товарищей по команде, повредив машину Высшего Эволюционера в этом процессе. Судья затем убедил остальных Вечных и Высшего Эволюциониста, что Зурас действительно лежит. Лидер Вечных вынужден признать, что Целестиалы не пришли, хотя и обвиняли в покушении на геноцид исключительно Высшего Эволюционера с оправданием того, что «Он тоже был обманут». Вечные уходят, предупреждают Новых Воинов не возвращаться.
Робби наконец счастливо уходит со своими товарищами по команде с разбившегося корабля.

## Силы и способности

### Спидбол
В результате мутагенных эффектов облучения неизвестной формой энергии Робби Болдуин обладает сверхчеловеческой способностью создавать кинетическое силовое поле неизвестной энергии, проявляющееся в виде радужных пузырей вокруг себя, которое поглощает всю кинетическую энергию, направленную против него, и отражает её с еще большей силой против любого предмета, с которым он находится в контакте. Следовательно, если он ударился о стену, он будет двигаться с большей скоростью в противоположном направлении.
Когда Спидбол использует свои сверхчеловеческие силы, его голоса изменяются неизвестным образом, и на его теле появляются твердые пузырьки энергии остаточного кинетического поля, а когда он падает, на его волне. Покачиваясь, он невосприимчив к любому виду вредного воздействия, причиненного физическим контактом. Сила Спидбола активируется автоматически, когда любой физический контакт происходит над низким уровнем, который еще не был точно определен. Когда кинетическое поле Спидбола активируется, его тело увеличивается по высоте и массе (нарисовано от экстрамерного источника); Он возвращается к своим нормальным размерам и массовой деактивации поля. В начале своей карьеры, малейшее прикосновение, например, щелкая пальцами, включало это поле, но в конце концов он получил сознательный контроль над ним. Поле отталкивало всю энергию, которая его ударила, особенно кинетическая энергия. Таким образом, пули, удары и все другие физические атаки отскакивали от него. Однако побочным эффектом этого было то, что он тоже подпрыгнул в противоположном направлении. Болдуин часто использовал это в своих интересах, например, целенаправленно нападал на стену, чтобы набирать обороты и таким образом, бил противника вдвое сильнее.
Хотя с Воинами, Болдуин получил гораздо больший контроль над своими силами благодаря сочетанию опыта в битве и наставничества Ночного Громилы с поля битвы. В то время как ранее Болдуин едва мог отскакивать в нужном ему направлении, он в конце концов стал более опытным в управлении своими прыжками и использованием его способностей различными способами, например, для нанесения впечатляющих ударов и даже для проецирования потока кинетической энергии из своего пузырькового поля на дистанции. В конце концов он научился мысленно «бросать» пузырьки, которые окружали его поле, чтобы использовать его в качестве ударных атак. Он смог отбросить несколько электромагнитных атак Сиены Блэйз, которых «никто, кроме Халка, не мог выстоять», а также противостоять телепатии всемогущего Игромастера, одному из немногих в мире, чтобы это сделать.

### Мученик
После событий в Стэмфорде Болдуин считал, что его силы сгорели. Однако они все еще существуют, но теперь проявляются только тогда, когда он чувствует боль. Хотя его силы по-прежнему кинетически основаны, они больше не проявляются как «пузыринные поля»; Скорее, его способности кажутся гораздо более взрывными по своей природе. Чтобы стимулировать его силы, его костюм «Мученика» постоянно сгребает его плоть. Болдуин терпит это к мазохистской степени, однажды заявив, что он «будет носить [костюм] все время, если бы мог». При ношении костюма у него развилась естественная толерантность к боли. Его костюм состоит из 612 шипов, обращенных внутрь, каждый из которых представляет человека, который потерял свою жизнь в Стэмфорде. 60 шипов длиннее остальных, по одному для каждого из детей.
Мученик может достичь разнообразных эффектов с его новообретенными силами. Чаще всего используются взрывоопасные энергетические взрывы из его рук, но он способен уволить их из любой части своего тела по каналам на его шипах. Он может создавать вокруг себя грозовые поля энергии, способные нанести вред окружающим и разбить предметы. Он может фокусировать энергию на частях своего тела, часто на его руках, чтобы сформировать сверхмощные удары. Он также может поглотить себя в энергетическом силовом поле, которое дает ему степень неуязвимости и позволяет ему левитироваться с Земли.
Способности Болдуина постоянно развиваются, и его оригинальные силы Спидбола показывают, что он возвращается к нему. Робби больше не нуждается в иске «Мученика», чтобы активировать свои способности, но решил на некоторое время носить его, чтобы помочь исправить вину, которую он чувствует, а также для выгоды его сил.

## Другие версии

### Изгнанники
В реальности, когда Халк, будучи отправленным в космос, убивает Аннихилуса и ведет Аннигиляционную Волну на Землю; Робби (как Спидбол) является одним из оставшихся сверхлюдей вместе с Квентином Квиром и его Изгнанниками.

### День М
Робби появляется как член Волчьей стаи. Он появляется в костюме Спидбола.

### Marvel Apes
Во вселенной Marvel Apes, версия шимпанзе Спидбола появляется рядом с обезьяньим героем по имени Обезьяной Икс. Эти двое похоже действуют как партнеры и являются Мстителями. Он кажется им лояльным, но в конце второго номера он встречается с группой тех, кого обычно считают «его врагами». Он спрашивает Марти Гиббона о человеческой версии Спидбола, но у Марти нет сердца, чтобы рассказать ему о происшествии в Стэмфорде. Позже он обнаружил, что был частью группы, пытаясь раскрыть, что Капитан Америка, возглавляющая обезьян-вейнеров, — это скрытый Кровавый Барон. Выпустив настоящую Шапку со льда, группа выходит на битву с Бароном. Потерянные члены Вселенной Marvel 616, главной вселенной Marvel, берут с собой раненых Болдуина домой и получают от него медицинскую помощь. Он решает остаться, объясняя, что вся его обезьяноподобная земля отвергает его за помощь людям. В эпилоге он пытается подать заявку на Мстителей.

### MC2
Старая версия Спидбола существует во вселенной MC2 и появляется спорадически в серии Spider-Girl и связанных минисериях. В какой-то момент он стал членом Мстителей, но с тех пор покинул команду.

### Marvel Team-Up: League of Losers
Спидбол присутствует в арке Marvel Team-Up (том 3) Роберта Киркмана, с группой героев C-списка, получивших название «Лига неудачников». Группа героев включает «Гравитацию», «Тёмного ястреба», «Кинжал», «Аранью», «Икс-23», «Сомнамбула» и «Террора» (хотя Аранья умирает на этом пути) которая отправляется в будущее, чтобы остановить злодея Хронока от кражи машины времени Рида Ричардса. Настоящему и уже убив всех главных героев Marvel.
Обнаружено, что Хронок относится к тому же периоду времени, что и Мутант Киркмана 2099; Группа остается с ним и его наставником Ридом Ричардсом ждать Хронока. Команда побеждает Хронока, но в конце рассказа Ричардс показывает, что они не могут вернуться к своему настоящему, из-за путешествия во времени и чередующихся сроков. Группа решает остаться в будущем, довольная тем воздействием, которое они сделали, незаметно. Мутант 2099 предлагает реформировать Мстителей или «Фантастическую Девятку».
Благодаря методу Вселенной Marvel для решения парадоксов временного путешествия действия Лиги Неудачников создали альтернативную вселенную. Это альтернативное будущее, которое посетила Девушка-белка, супергерой, сокрушившая его, в Deadpool/GLI Summer Fun (2007). Она пытается убедить его вернуться, предлагая, чтобы никто не смешал его с Мучеником с её времени, но прежде чем он сможет решить, версия 2099 Мистера Бессмертного, лидера Мстителей Великих озёр Девушки-белки, говорит ей, что ей нужно вернуться в настоящее время.

### Marvel Zombies
Зомбированный Спидбол участвует в нападении с несколькими зомби на замок Доктора Дума; Где скрывалось несколько выживших людей. Позже его видели в руинах Нью-Йорка. Он является одним из многих пострадавших в конфликте, развязанных против Серебряного Сёрфера, в результате чего он был разорван Космической Силой.

### Ultimate Marvel
Спидбол в Ultimate Marvel упоминается в Ultimate Spider-Man #81, а мужчина с избыточным весом в костюме Спидбола изображен в полиции под стражей в Ultimate Spider-Man Annual #2 (2006).

## Вне комиксов

### Телевидение
- Спидбол появляется в качестве камео в мультсериале Фантастическая четвёрка в сериях «Сражение с живой планетой» и «Судный день».
- Спидбола можно увидеть в Совершенный Человек-паук: Паучьие Воины в сериях «Агент Веном» и «Следующий Железный паук» как один из молодых супергероев, вдохновленных Человеком-пауком на список Ника Фьюри, взломанного Таскместером.
- Робби Болдуин/Спидбол в исполнении Келама Уорти появится в телесериале «Новые Воины» от Marvel Television и ABC Studios на телеканале Freeform.[72][73]

### Видеоигры
- В видеоигре The Amazing Spider-Man: Lethal Foes (выпущена только в Японии), Спидбол делает краткий вид между уровнями, чтобы поговорить с Человеком-пауком.
- В видеоигре Ultimate Spider-Man Человек-паук шутит, что Спидбол быстрее чем Человек-факел.
- Спидбол как Мученик является играбельным персонаж в Marvel: Ultimate Alliance 2, где был озвучен Бенджамином Дискиным. Голос Спидбола слышен во время ролика Стэмфорда. Робби Болдуин появляется в двух аудио журналах, где первый — это рекламный ролик для The New Warriors Reality Show, а второй — когда он получает свой новый костюм, где он подробно рассказывает о том, для кого предназначен костюм и почему. Женщина-Халк удержана от защиты Спидбола. Герои позже сталкиваются с ним, охраняя портал в тюрьме 42 в Негативной зоне. Во время битвы с ним некоторые заключенные освобождаются и побеждают его. После того, как заключенные побеждены и появляется Ник Фьюри, Мученик помогает героям попасть в тюрьму 42, отметив, что он уважает игроков за их интерес к спасению невинных людей в то время как другие герои заняты борьбой друг с другом в Гражданской войне. После событий тюрьмы 42, Женщина-Халк и Огненная звезда выражают шок при внезапном изменении Робби во время бесед с ним. В версии Wii «Мученик» может быть завербован в качестве играбельного персонажа, после прохождения миссии с его изображением с условиями, что 75 противников, контролируемых нанонитами и мини-босс будут побеждены, а игрок наберёт определенное количество очков победив всех врагов. После того, как очки будут набраны, Мученик может сформировать команду Громовержцев вместе с Солнышком, Веномом и Зелёным гоблином.
- Спидбол появляется в видеоигре Marvel Heroes. Его похищают Громилы, которые почти убивают его. Тем не менее, он был спасен как раз вовремя Жаной ДеВольф, убивающей Громил в этом процессе.